# Alessio Buccolini
Alessio Buccolini (Roma, 23 dicembre 1971) è un doppiatore italiano.

## Biografia
Nato a Roma, Buccolini si avvicina al mondo del doppiaggio negli anni '90, dopo aver frequentato laboratori teatrali e corsi di recitazione. La sua passione per il cinema e il doppiaggio lo porta a intraprendere questa carriera nel 1997, inizialmente alternandola agli studi universitari. 

## Doppiaggio

### Televisione
- Rajesh "Raj" Koothrappali (interpretato da Kunal Nayyar) in The Big Bang Theory (2007–2019)
- Rasit Kaya (Şahin Vural) in Terra amara (2018)
- Terrence (Maanuv Thiara) nell'episodio 2.9 di Ted Lasso (2020)
- Vedat in La ragazza e l'ufficiale

### Cinema
- Padre di Roma (Atsushi Tamura) nel film d'animazione Goodbye, DonGlees! (2022)
- Tassista (Hazem Elian) e Avvocato (M. Ali Nazarian) in Holy Spider (2022)
- Spudnik in Supercuccioli nello spazio
- Chef in Harriet la spia
- Ruoli in The Help e Hotel Meina

### Film TV e Miniserie
- Demis in Un amore di cugina
- Ruoli in Il cuore e la spada, La figlia di Elisa - Ritorno a Rivombrosa, Plagio mortale, Ogni giorno Natale, Bersagli mobili e Grave Secrets

### Cartoni animati
- Texas Harry in Il cane Mendoza
- Bansi in Cuccioli
- Personaggi vari in Les Devinettes de Reinette e I gemelli Cramp

## Partecipazioni
Buccolini ha partecipato a programmi dedicati al doppiaggio, tra cui Dopocena con... su Radio Cigliano, dove ha condiviso esperienze della sua carriera insieme ad altri professionisti del settore. 